# Fiascaia
Fiascaia est un terme italien pour désigner une ouvrière qualifiée dans le paillage des fiasques de vin, en Toscane.
L'activité de revêtir du verre ménager avec un paillage de typha a représenté une ressource économique importante et l'emploi pour des milliers de femmes de classe sociale souvent les plus pauvres. Elles ont principalement  été actives dans une zone où étaient installées, à l'époque, les plus importants fabricants de verre - entre le Valdelsa et le Valdarno.
Comme d'autres produits de l'artisanat toscan tels les chapeaux de paille, le paillage de fiasque est une tâche qui appartient à l'atelier domestique, il se tresse dans les chaumières : les flacons nus y étaient livrés par chariot depuis la verrerie. Pour plus d'efficacité, ce travail s’effectuait souvent en groupe organisé en des véritables chaînes de montage où la dextérité manuelle devait s’exercer à tous les postes.

## Revendications
Mécontentes de leur salaire, le 22 mai 1896, toutes les fiascaie (pluriel de fiascaia) rejoignent le mouvement de grève déclenché par les  trecciaiole qui revendiquent également une hausse de leur rémunération : la grève prend fin en juin 1897 après un accord salarial.
Le 26 janvier 1902, les pailleuses - soutenues par la  Camera del Lavoro d'Empoli, inaugurée en septembre 1901 - constituent la « Fédération toscane des pailleuses de fiasques » (Federazione Toscana delle rivestitrici di fiaschi), avec 4 000 inscrites. Et en 1904, la crainte d'importants mouvements  de grève conduit les industriels du verre à augmenter la main d’œuvre de 50 centimes par baril (1 baril = 20 fiasques).
Dans la zone d'Empoli, entre 1910 et 1920, le développement de la verrerie paillée étendue à d'autres ustensiles de table (huilier, verre, porte-biscotte et sceau à glace) permettait la prolifération du travail de paillage. Le recensement général de la population de 1936 indique la présence de 332 fiascaie sur un total de 998 ouvrières à domicile.
Malgré la mécanisation de la production au milieu du XXe siècle, l'activité artisanale s'est poursuivie jusque dans les années 1960 dans la zone d'Empoli et jusqu'en 1970 dans la Valdelsa.

## Honneur
L'astéroïde (35703) Lafiascaia est nommé en leur honneur.

## Sources
- (it) Site Era2000 - Il mestiere di fiascaia par Sara Paradisi.
- (it) Site biofuturo.net : le fiascaie.